# Discipline (objet)
Pour les articles homonymes, voir Discipline.

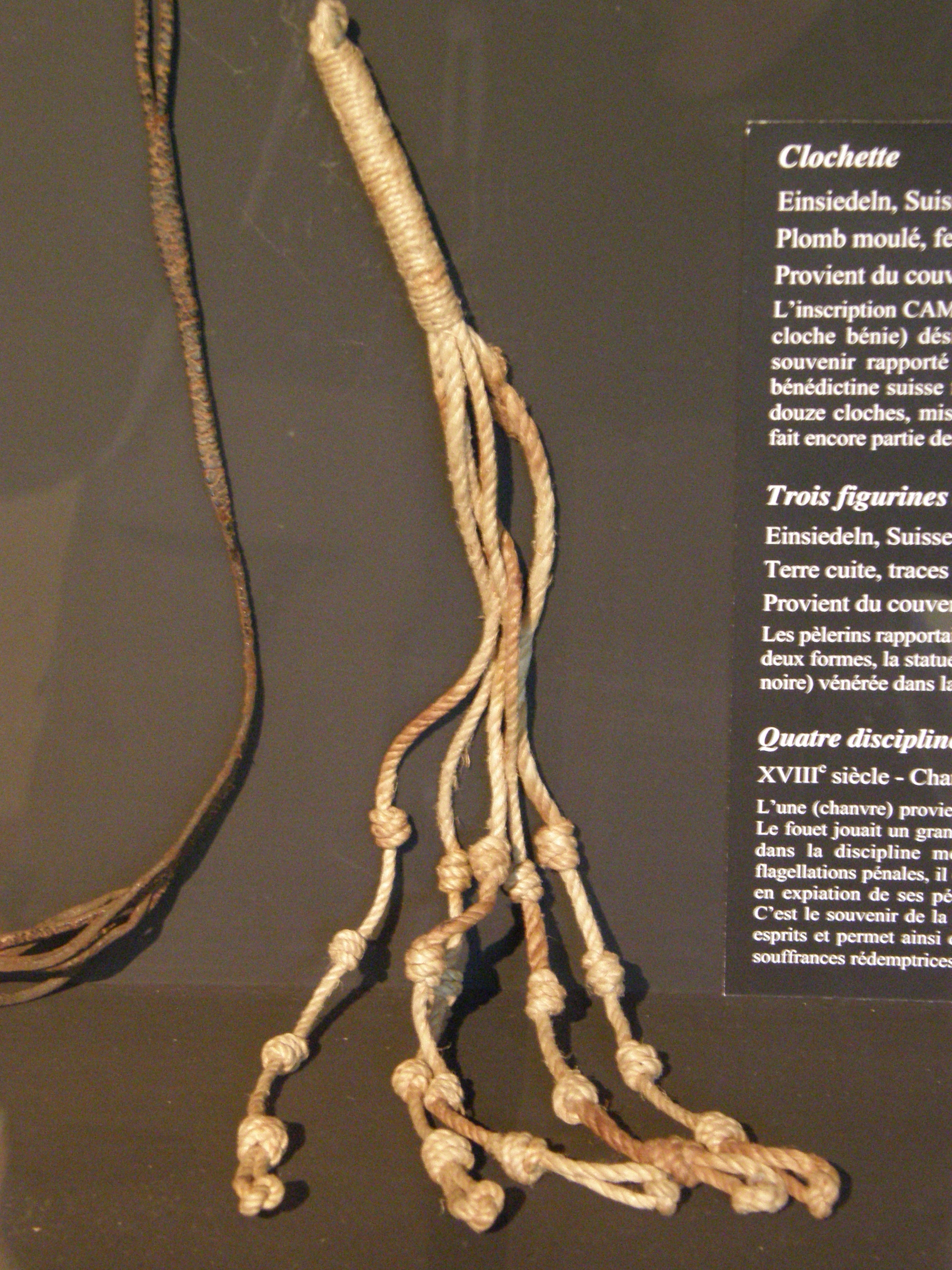
Discipline en chanvre (XVIIIe siècle). Les traces rouges sur les fils sont sans doute des traces de sang.

Une discipline est un petit fouet à base de cuir, de chanvre ou de métal servant à s'infliger sévèrement une punition corporelle (auto-flagellation) (en général le dos), selon un rite religieux. Il s'agit d'une forme de mortification.

## Description
La discipline typique (Latin: flagrum; Anglais: flagellum) possède plusieurs lanières attachées à une poignée; par exemple : le Chat à neuf queues.
La discipline, ou fléau, et le Fléau d'armes sont deux symboles de pouvoir et de domination représentées dans les mains d'Osiris durant l'ère égyptienne; ces formes d'instruments se trouvent inchangées au fil des années; le fléau était un instrument servant à l'agriculture (battage du blé) et non à la punition corporelle.

## Historique
L'auto-flagellation se pratiquait encore en 1959 selon H. J. Hegger, ancien rédemptoriste, qui livre ce témoignage : « Deux fois par semaine, les rédemptoristes s'infligent une flagellation [...]. Après quelques prières, les lumières sont éteintes et chacun se déshabille. Au moment où est entonné le psaume Miserere mei, Deus, chacun s'administre sa raclée. Le tout dure dix minutes. »